# Barbara Skucińska
Barbara Skucińska (ur. 4 czerwca 1930 w Krakowie) – polska agronomka, specjalistka hodowli roślin, rektorka Akademii Rolniczej w Krakowie (1990–1993).

## Życiorys
Barbara Skucińska urodziła się w rodzinie oficera Wojska Polskiego. Podczas okupacji działała w konspiracyjnym harcerstwie. Ze względu na pochodzenie i brak przynależności do organizacji młodzieżowej na studia na Wydziale Rolniczym Uniwersytetu Jagiellońskiego została przyjęta dopiero w grudniu 1949. Uzyskała tytuł inżyniera. Pod warunkiem dopuszczenia na studia magisterskie została w 1953 skierowana na rok do pracy w Stacji Hodowli Roślin w Polanowicach. Pracę magisterską Badania nad właściwościami słomy odmian pszenicy jarej w związku ze skłonnością do wylegania obroniła w 1955 już w wydzielonej z UJ w Wyższej Szkole Rolniczej w Krakowie.
Po ukończeniu studiów w 1955 rozpoczęła pracę jako asystentka w Katedrze Szczegółowej Uprawy Roślin WSR (od 1957 Katedry Hodowli Roślin i Nasiennictwa). W 1964 doktoryzowała się na podstawie napisanej pod kierunkiem Tadeusza Ruebenbauera dysertacji Metoda anatomiczna określania odporności zbóż na wyleganie oraz awansowała na stanowisko adiunktki. W 1965 zorganizowała pracownię roślinnych kultur in vitro. W 1973 uzyskała habilitację z hodowli roślin, przedstawiwszy dzieło Genetyczne zróżnicowanie skłonności do tworzenia tkanki kalusowej i organogenezy na przykładzie kilku gatunków rodzaju Nicotiana. W 1974 została docentką. W 1975 objęła stanowisko wicedyrektorki Instytutu, a w 1980 dyrektorki. Funkcje kierownicze sprawowała do przejścia na emeryturę w 2000. W 1980 otrzymała tytuł profesor nadzwyczajnej nauk rolniczych, a w 1990 profesor zwyczajnej. W latach 1990–1993 pełniła funkcję rektorki Akademii Rolniczej w Krakowie.
Przedmiot jej badań obejmował takie zagadnienia jak: doskonalenie metod hodowli roślin, metody oceny materiałów hodowlanych (odporność na wyleganie, wartość wypiekowa, ocena odmian), wprowadzenie nowoczesnych metod biotechnologicznych do hodowli roślin, mikrorozmrażanie roślin rolniczych i ogrodniczych, roślinne kultury in vitro, indukcja androgenezy w kulturach pylników i mikrospor, doskonalenie i wprowadzanie metod haploidyzacji do polskiej hodowli tytoniu, rzepaku i jęczmienia. Wypromowała dwóch doktorów.
Współautorka m.in. pierwszego polskiego akademickiego podręcznika biotechnologii roślin Biotechnologia roślin (2001) oraz Przewodnika do ćwiczeń z roślin kultur in vitro (2008).
Członkini m.in.: NSZZ „Solidarność” (od 1980), International Association for Plant Tissue Culture and Biotechnology (IAPTC&B), Polskiego Towarzystwa Genetycznego, Polskiego Towarzystwa Nauk Ogrodniczych (członkini-założycielka), Polskiego Towarzystwa Botanicznego (od 1995), Polskiego Klubu Ekologicznego (członkini-założycielka), Komitetu Fizjologii, Genetyki i Hodowli Roślin Polskiej Akademii Nauk (1990–1992) oraz Sekcji Biologicznych Podstaw Produkcji Roślinnej Komitetu Badań Naukowych (1995–1997).

## Odznaczenia i wyróżnienia
- Złoty Krzyż Zasługi (1976)
- Krzyż Kawalerski Orderu Odrodzenia Polski (1989)
- Medal Komisji Edukacji Narodowej (1997)
- Nagrody ministra oraz rektora AR w Krakowie

## Życie prywatne
Z mężem Andrzejem miała trójkę dzieci: Andrzeja (ur. 1959), Jerzego (ur. 1965) i Annę (ur. 1968).